# 广宁县
广宁县，是中华人民共和国广东省肇庆市下辖的一个县，位于肇庆市中西部，与清远市接壤。面积2455平方公里，縣人民政府駐南街街道中華路18號。

## 行政区划
广宁县下辖1个街道办事处、14个镇：
南街街道、排沙镇、潭布镇、江屯镇、螺岗镇、北市镇、坑口镇、赤坑镇、宾亨镇、五和镇、横山镇、木格镇、石咀镇、古水镇和洲仔镇。

## 人口
根據第七次人口普查數據，截至2020年11月1日零時，廣寧縣常住人口408112人。

## 歷史
明嘉靖三十八年十月戊戌（1559年10月30日）置廣寧縣，取「廣泛安寧」之意。据《今县释名》：“明嘉靖三十八年（1559年）平大罗山贼，因置县。”取广泛安宁之意，即“广宁”寓“广泛安宁”义。1952年5月，广宁、四会合并为广四县；1954年7月分设；1958年10月，两县又合并为广四县；1961年4月再分设至今，建县以来一直隶属肇庆管辖。

## 地理
廣寧縣屬綏江中游谷地，綏江從西北向東南流縣境，形成兩邊高中間低的斜凹地形。

## 氣候
1月均溫12.5℃，7月均溫28.5℃，年降水量1,734毫米。

## 自然資源
- 礦藏：鉭鈮、黃金、廣綠玉石、瓷土、花岩岩等廿多種，其中橫山鉭鈮是全國少有的高鉭礦。
- 林木：青皮竹、箭竹、茶杆竹等用材竹，有文筍、甜筍等食用竹，亦有吊絲竹、扁竹、佛肚竹等觀賞竹；因此廣寧縣在全國有「竹子之鄉」美譽，拥有竹林108万亩，年产竹子25万吨。

## 名人
- 龐尚鴻（ 生卒年待攷）： 明代萬曆四十四年（1616年），廣寧縣發生大水災，民多飢困，此時尚鴻考選拔貢入京，便上書請求賑濟，得到朝廷讚賞，任他為鹽城縣司訓，不久，升任英山知縣，治理淮河有功
- 周其鑒（ 1893年至1927年）： 廣東農民運動領袖
- 陳伯驥： 著名教育理論家
- 周伯邨： 資深中醫

## 經濟
- 農業：主種稻，次為木薯、番薯、花生、黃菸、甘蔗等；是廣東省主要林產區之一，建立了竹子、竹筍、松脂、木薯、水果、藥材、茶葉、蠶桑等基地。
- 工業：林產、化工、澱粉、藥用葡萄糖、建築陶瓷、油墨、塑料、造紙、竹器工藝等。

2002年廣寧縣國內生產總值34億8千萬元人民幣。

## 交通
- 国道： 234国道、 355国道
- 高速公路： 二广高速
- 贵广客运专线：广宁站

## 旅遊名勝

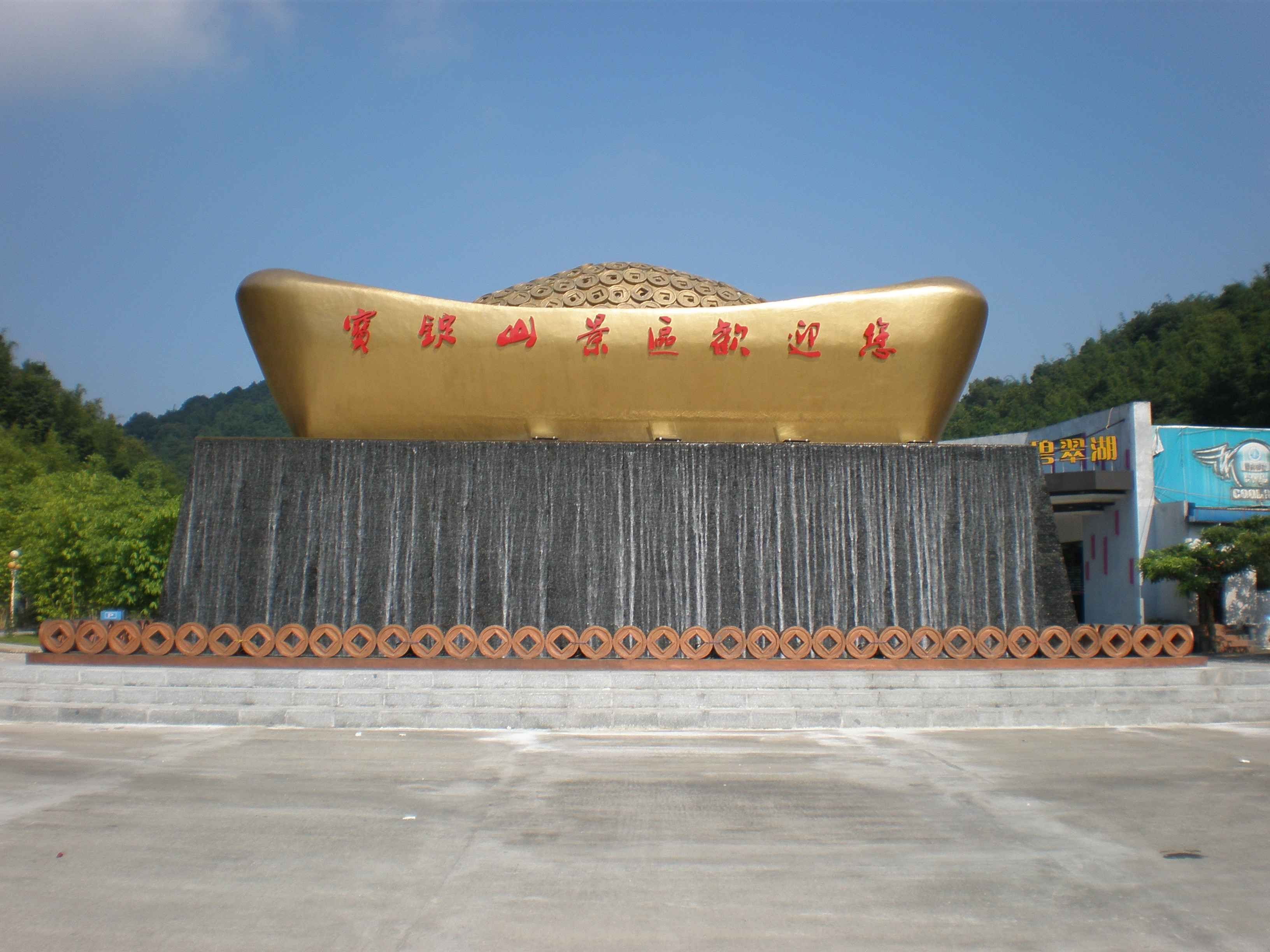
宝锭山

有萬竹園當代書法碑林、宝锭山、深坑蛇影、羅鍋竹海等。
最近两年，广宁大力发展旅游业，目前最受欢迎的景点包括“竹海大观”，“碧翠湖”吸引了中外游客前来游览。

## 特產
- 廣寧竹、廣綠玉石、清桂茶等。
- 廣綠玉石與雞血石、壽山石、林西石、青田石並稱中國五大佳玉。广绿玉为中国地理标志产品。
- 广宁云吞

### 公开文献
- （简体中文）广东省人民政府地方志办公室. . 广州: 广东年鉴社. 2020年10月. ISSN 1007-9335.